# Jenny Schmidgall-Potter
Temple de la renommée américain : 2020
Jennifer Lynn Schmidgall-Potter, née le 12 janvier 1979 à Saint Paul (Minnesota), est une joueuse de hockey sur glace américaine.
Avec l'équipe des États-Unis de hockey sur glace féminin, elle est notamment sacrée championne olympique en 1998 à Nagano.

## Palmarès
- Médaille d'or olympique de hockey sur glace féminin en 1998.
- Médaille d'argent olympique de hockey sur glace féminin en 2002.
- Médaille d'argent olympique de hockey sur glace féminin en 2010.
- Médaille de bronze olympique de hockey sur glace féminin en 2006.